# Coal Rock
La Coal Rock (in lingua inglese: Roccia del carbone) è un prominente nunatak, picco roccioso isolato, alto 1.390 m e situato 7 km a sudest del Fierle Peak, nell'estremità meridionale del Forrestal Range dei Monti Pensacola, in Antartide. 
Il nunatak è stato mappato dall'United States Geological Survey (USGS) sulla base di rilevazioni e foto aeree scattate dalla U.S. Navy nel periodo 1956-66.
La denominazione è stata assegnata dall'Advisory Committee on Antarctic Names (US-ACAN) su proposta di Dwight L. Schmidt, geologo dell'USGS che conduceva studi in queste montagne, in relazione al carbone del Permiano che è ben esposto nel nunatak.